# France au Concours Eurovision de la chanson 1993
La France a participé au Concours Eurovision de la chanson 1993 à Millstreet, en Irlande. C'est la 36e participation de la France au Concours Eurovision de la chanson.
Le pays est représenté par Patrick Fiori et la chanson Mama Corsica, sélectionnés en interne par France 2, la chaîne qui a succédé à Antenne 2 en septembre 1992.

## Sélection interne
France 2 choisit l'artiste et la chanson en interne pour représenter la France au Concours Eurovision de la chanson 1993. 
En 1993, l'auteur-compositeur-interprète François Valéry et la directrice des variétés et divertissements de France 2 Marie-France Brière s'intéressent aux performances vocales de Patrick Fiori âgé de 23 ans et encore peu connu du grand public. Celui-ci a enregistré un premier album à 16 ans en 1985, participé à des concours de chant à la télévision et en province et fait les premières parties de Michèle Torr et Barry White. Il est choisi en interne par France 2 pour représenter la France au 38e Concours Eurovision de la chanson avec Mama Corsica, une chanson écrite et composée par François Valéry, majoritairement en français avec quelques phrases en langue corse (deuxième fois que la France utilise une langue régionale française après le créole martiniquais avec chanteur l'année précédente). C'est la première fois que la chanson représentant la France est interprétée (partiellement) en corse.

## À l'Eurovision

### Points attribués par la France
| 12 points | Suisse             |
| 10 points | Irlande            |
| 8 points  | Portugal           |
| 7 points  | Grèce              |
| 6 points  | Royaume-Uni        |
| 5 points  | Italie             |
| 4 points  | Bosnie-Herzégovine |
| 3 points  | Autriche           |
| 2 points  | Malte              |
| 1 point   | Israël             |

### Points attribués à la France
| 12 points             | 10 points                         | 8 points                             | 7 points             | 6 points               |
| --------------------- | --------------------------------- | ------------------------------------ | -------------------- | ---------------------- |
| - Danemark - Portugal | - Chypre - Irlande                | - Croatie - Islande - Israël - Suède | - Autriche - Turquie | - Luxembourg - Norvège |
| 5 points              | 4 points                          | 3 points                             | 2 points             | 1 point                |
|                       | - Royaume-Uni - Slovénie - Suisse | - Grèce - Pays-Bas                   |                      | - Finlande             |

Le 15 mai 1993, à Millstreet en Irlande, lors du 38e Concours Eurovision de la chanson, Patrick Fiori interprète Mama Corsica en 12e position après le Portugal et avant la Suède, sous la direction du chef d'orchestre Christian Cravero. Lors de son interprétation, il est accompagné par deux joueurs de banjo, tandis que deux choristes le rejoignent à la fin de la chanson. Au terme du vote final, la France termine 4e sur 25 pays avec 121 points, (obtenant « douze points » du Danemark et du Portugal).